# Dick Wellstood

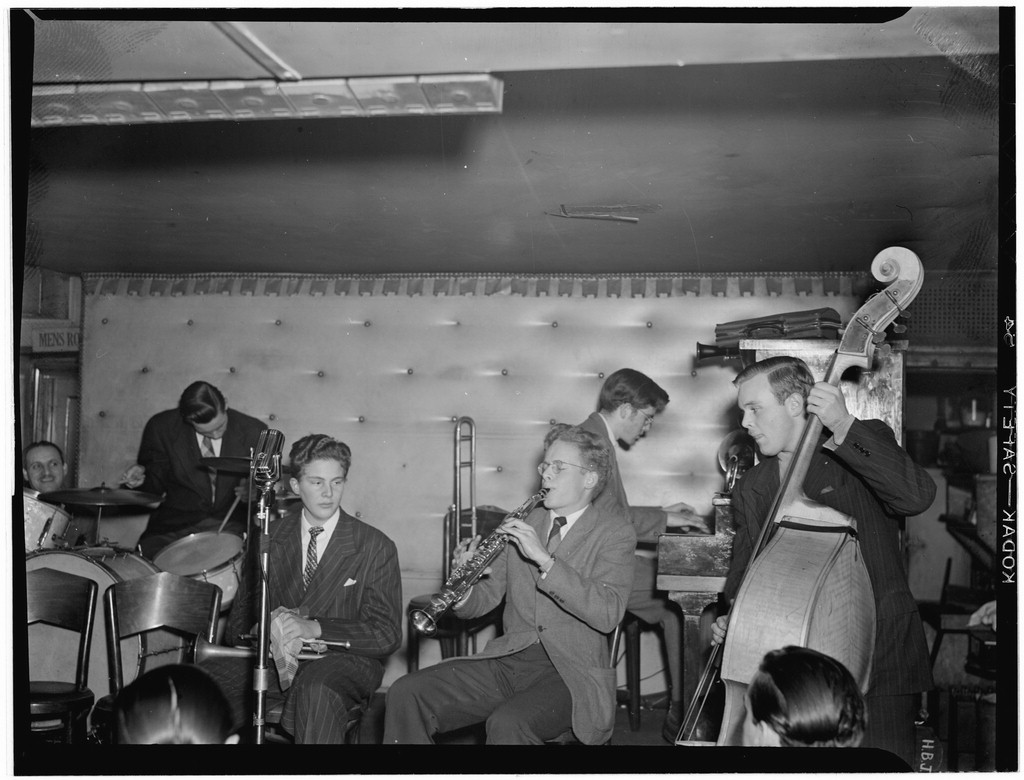
(Von links:) Bob Wilber, Johnny Glasel, Dick Wellstood, Charlie Traeger und Ed Physe, Jimmy Ryan’s (Club), New York, N.Y., ca. Dezember 1946.
Fotografie von William P. Gottlieb.

Richard McQueen „Dick“ Wellstood (* 25. November 1927 in Greenwich, Connecticut; † 24. Juli 1987 in Palo Alto) war ein US-amerikanischer Jazz-Pianist (und Arrangeur) des Dixieland Jazz, Boogie Woogie, Stride-Piano-Stils und Swing.

## Leben und Wirken
Wellstood erlernte während der 1940er Jahre das Jazz-Pianospiel am Vorbild der Altmeister des Stride Piano und spielte mit Dixieland-Gruppen wie den „Wildcats“ von Bob Wilber (ab 1946), mit denen er auch 1952 durch Europa tourte. Dort trat er auch mit Sidney Bechet auf, bevor er 1953 sein Jura-Studium begann (welches er erfolgreich abschloss – er praktizierte erst in den 1980er Jahren als Rechtsanwalt). Gelegentlich spielte er auch während seines Studiums mit Roy Eldridge und in der Band von Conrad Janis. Danach spielte er in New York City und Umgebung Solo-Piano sowie in Dixieland-Gruppen wie der von Eddie Condon (ab 1956) und begleitete (als Hauspianist im „Nick´s“ und danach im „Metropole“ in New York) Musiker wie Ben Webster, Wild Bill Davison, Red Allen, Coleman Hawkins, Buster Bailey und Vic Dickenson.
Im Sommer 1960 nahm er mit Begleitmusikern wie Herman Autrey, Gene Sedric, Milt Hinton und Zutty Singleton für Prestige das Album Uptown & Lowtown auf.
1965/6 tourte er in Südamerika mit Gene Krupa. Ab Ende der 1960er Jahre wirkte er in „The World’s Greatest Jazz Band“ mit, sowie mit Kenny Davern im „The Ferry Boat“ in Brielle in New Jersey. Wellstoods kraftvolle, oft auch modernere Jazzharmonik verwendende Spielweise orientierte sich an vielen Idiomen und Stilrichtungen der Jazz-Ära, besonders jedoch an den persönlichen Spielweisen von James P. Johnson, Fats Waller, Willie The Lion Smith, Duke Ellington, Donald Lambert, Art Tatum und Thelonious Monk. Wellstood trat während der 80er Jahre auch gemeinsam mit Dick Hyman im Rahmen von Tourneen im Piano-Duett auf und spielte weiterhin mit Bob Wilber.
Dick Wellstood verstarb vor dem TV-Gerät in seinem Hotelzimmer unmittelbar vor einem Konzertauftritt an einem Herzinfarkt.

## Diskografische Hinweise
- 1961 – Uptown and Lowdown with Herman Autrey, Gene Sedric, Milt Hinton, Zutty Singleton (Prestige Records)
- 1970 – Alone (Solo), (p) solo
- 1972 – Live at the New School mit Wild Bill Davison, Kenny Davern, Eddie Condon, Gene Krupa – (Chiaroscuro)
- 1973 – Dick Wellstood and His All-Star Orchestra Featuring Kenny Davern.. (Chiaroscuro)
- 1974 – Dick Wellstood Plays Ragtime Music of Scott Joplin – Piano-Solo (Pickwick)
- 1974 – Dick Wellstood and Lennie Felix Piano-Solos
- 1975 – Rapport with Billy Butterfield (77 Records)
- 1975 – One Man Jazz Machine... – Live at the Cookery – (Chiaroscuro)
- 1975 – This Is the One – Piano Solos (Audiophile)
- 1976 – Swingin' on a Baby-Grand – The solid two-fisted piano of Dick Wellstood (International Record Center)
- 1977 – Stride Piano – Solo Piano (EMI-Electrola)
- 1977 – A Night In Dublin (Arbors Records 1977/2001), (p) solo, Livekonzert
- 1978 – Dick Wellstood and the Friends of Fats Ain't Misbehavin'   (Chiaroscuro)
- 1981 – Marian McPartland's Piano Jazz Feat. Dick Wellstood (Jazz Alliance), (p) Solo & Duo  mit Marian McPartland (p, Interviewer)
- 1981 – Live at Hanratty's – Piano-solo Doppel-LP (Chaz Jazz Records Inc.)
- 1983 – I Wish I Were Twins (Swingtime Records, 8204), (p) Solo & Duo mit Dick Hyman (Amerikahaus/Loft Studios München, 08./13. März 1983)
- 1984 – Bob Wilber – Dick Wellstood – Duet (Parkwood, LP PW103), im Duo mit Bob Wilber (cl, ss)
- 1985 – Diane (Swingtime Records LC8966), (p) solo

## Biografie
- Edward N. Meyer: „Giant Strides: The Legacy of Dick Wellstood (Studies in Jazz No. 32)“, (Amerikan. Originalausgabe: Scarecrow Press Inc., 1999, ISBN 0-8108-3564-9).